# Pilot-Gletscher
Der Pilot-Gletscher ist ein kurzer und stark zerklüfteter Gletscher im ostantarktischen Viktorialand. In der Mountaineer Range fließt er entlang der Südostflanke des Deception-Plateaus zum Aviator-Gletscher.
Die Nordgruppe der New Zealand Geological Survey Antarctic Expedition (1962–1963) benannte ihn in Erinnerung an die Leistungen der Piloten der Flugstaffel VX-6 der United States Navy in Antarktika.